# Oflag X D

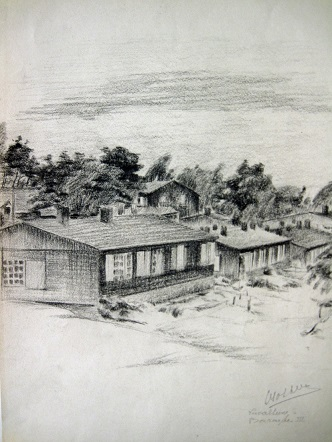
Verwaltungsbaracke III, Oflag XD (1944)

Das Oflag X D war ein Kriegsgefangenenlager der Wehrmacht im Zweiten Weltkrieg. Das Offizierslager im Hamburger Stadtteil Fischbek  (Schreibweise bis zum 27. September 1946 Fischbeck) bestand von Mai 1941 bis Mai 1945.

## Geschichte
Das Lager wurde im Mai 1941 an der damaligen Reichsstraße 73 (heutige Bundesstraße 73) in der Höhe des Rostweg eingerichtet. Alle belgischen Reserveoffiziere aus dem Oflag II A in Prenzlau wurden am 22. Juni 1943 nach Fischbek verlegt.
Das „A“ Squadron der 8th Hussars der 7th Armoured Division der 2nd Army befreite am 23. April 1945 das Lager und nahm die Wachen fest. Der Abtransport der befreiten Lagerinsassen, anderer alliierter Gefangener und Zwangsarbeiter und Zwangsarbeiterinnen nach Soltau in ein Rückführungslager wurde später von Major Huth organisiert.
Während ihres Aufenthalts gründeten einsitzende Freimaurer der Grand Orient von Belgien die Loge L’Obstinée. Ihr Sprecher war Jean Rey, der spätere Präsident der ersten Europäischen Kommission (Kommission Rey).

## DP-Lager
Nach der Befreiung diente das Lager noch bis Anfang der 1950er Jahre unter dem Namen Camp Fischbeck bzw. DP Camp No. 514 als Sammellager für Displaced persons aus Osteuropa. Das Camp hatte eine russisch-orthodoxe Kapelle, an der auch Vitaly Ustinov tätig war.

## Heutiger Zustand
Am Standort des einstigen Lagers befinden sich heute mehrere Wohnsiedlungen, außerdem hat am Rostweg gelegen ein Schützenverein auf dem Gelände sein Vereinsgebäude, angrenzend östlich befindet sich eine Wiese. Einige Baracken wurden bis in die siebziger Jahre zu Wohnzwecken genutzt und abgerissen. Es gibt keinerlei Hinweise, Gedenktafeln oder Überreste, die noch auf dieses Kriegsgefangenenlager hinweisen.